# Hrvatska Football League 2016
La Hrvatska Football League 2016 è stata la quinta edizione dell'omonimo torneo di football americano organizzato dalla HSAN.
Ha avuto inizio il 17 settembre e si è conclusa il 20 novembre con la finale di Brdovec vinta per 16-0 dagli Split Sea Wolves sugli Osijek Cannons.

## Squadre partecipanti
| Club                | Città    | Stadio | Sponsor ufficiale | Risultato nella stagione 2015 |
| ------------------- | -------- | ------ | ----------------- | ----------------------------- |
| Bjelovar Greenhorns | Bjelovar |        |                   |                               |
| Osijek Cannons      | Osijek   |        |                   |                               |
| Split Sea Wolves    | Spalato  |        |                   |                               |
| Zagreb Patriots     | Zagabria |        |                   |                               |

## Stagione regolare

### Calendario

#### 1ª giornata
| 17 settembre 2016 | Osijek Cannons | 24 – 14 | Zagreb Patriots |  |

#### 2ª giornata
| 24 settembre 2016 | Bjelovar Greenhorns | 14 – 26 | Split Sea Wolves |  |

#### 3ª giornata
| 2 ottobre 2016 | Split Sea Wolves | 35 – 0 | Zagreb Patriots |  |

| 2 ottobre 2016 | Bjelovar Greenhorns | 0 – 7 | Osijek Cannons |  |

#### 4ª giornata
| 15 ottobre 2016 | Zagreb Patriots | 25 – 14 | Bjelovar Greenhorns |  |

| 16 ottobre 2016 | Osijek Cannons | 35 – 0 | Split Sea Wolves |  |

### Classifica
La classifica della regular season è la seguente:
- PCT = percentuale di vittorie, G = partite giocate, V = partite vinte, P = partite perse, PF = punti fatti, PS = punti subiti

| Pos. | Squadra             | PCT   | G | V | P | PF | PS |
| ---- | ------------------- | ----- | - | - | - | -- | -- |
| 1    | Osijek Cannons      | 1.000 | 3 | 3 | 0 | 66 | 14 |
| 2    | Split Sea Wolves    | .667  | 3 | 2 | 1 | 61 | 49 |
| 3    | Zagreb Patriots     | .333  | 3 | 1 | 2 | 39 | 73 |
| 4    | Bjelovar Greenhorns | .000  | 3 | 0 | 3 | 28 | 58 |

## Playoff

### Tabellone
|  | Semifinali | Semifinali          | Semifinali |                  |    | CroBowl V      | CroBowl V | CroBowl V |  |
|  |            |                     |            |                  |    |                |           |           |  |
|  | 1          | Osijek Cannons      | 16         |                  |    |                |           |           |  |
|  | 1          | Osijek Cannons      | 16         |                  |    |                |           |           |  |
|  | 4          | Bjelovar Greenhorns | 6          |                  |    |                |           |           |  |
|  | 4          | Bjelovar Greenhorns | 6          |                  | 1  | Osijek Cannons | 0         |           |  |
|  |            |                     |            |                  | 1  | Osijek Cannons | 0         |           |  |
|  |            |                     | 2          | Split Sea Wolves | 16 |                |           |           |  |
|  | 3          | Zagreb Patriots     | 2          | Split Sea Wolves | 16 | 6              |           |           |  |
|  | 3          | Zagreb Patriots     |            |                  |    |                |           |           |  |
|  | 2          | Split Sea Wolves    | 32         |                  |    |                |           |           |  |

### Semifinali
| 6 novembre 2016 | Osijek Cannons | 16 – 6 | Bjelovar Greenhorns |  |

| 6 novembre 2016 | Split Sea Wolves | 32 – 6 | Zagreb Patriots |  |

### CroBowl V
| Brdovec 20 novembre 2016, ore 14:00 | Osijek Cannons | 0 – 16 | Split Sea Wolves | Teren BSK |

## Verdetti
- Split Sea Wolves Campioni della Croazia 2016